# Чирков, Александр Иннокентьевич
Алекса́ндр Инноке́нтьевич Чирко́в (1865—1913) — русский живописец-пейзажист и график.

## Биография
Родился в 1865 году (по другим данным в 1867 году) в семье почетного потомственного гражданина Москвы.
Жил в Москве. В 1885—1886 годах учился в МУЖВЗ в качестве вольнослушающего. В 1890-х годах Чирков совершил поездку в Китай и Японию. Летом 1901 вместе с М. В. Нестеровым посетил Вологду и Соловецкие острова. Также путешествовал по Сибири и Дальнему Востоку; побывал в Корее, Индии, на Цейлоне, в Турции, Аравии, Африке, Крыму и на Кавказе. Во время Русско-турецкой войны 1877—1888 годов художник находился на театре военных действий.
А. И. Чирков был членом и экспонентом Московского общества любителей художеств и Московского товарищества художников (с 1899 года). Также участвовал в выставках ТПХВ (1901—1911 годы, с перерывами), был экспонентом выставок Общества им. А. И. Куинджи и провел несколько персональных выставок в Москве.
Умер в 1913 году. В 1915 году в Москве состоялась мемориальная выставка Чиркова.

## Труды
Работы художника находятся в Государственной Третьяковской галерее («Мокрые вороны», 1894; «Лед тронулся», 1892), Государственном Русском музее, Государственном центральном музее музыкальной культуры им. М. И. Глинки. В Донецком областном художественном музее находится датированный 1894 годом этюд для картины «Мокрые вороны».